# 127965 Ettorecittadini
127965 Ettorecittadini este o planetă minoră (asteroid) din centura de asteroizi. A fost descoperită pe 24 aprilie 2003 la  de Campo Imperatore Near-Earth Object Survey⁠(d). 
Obiectul prezintă o orbită caracterizată de o semiaxă mare de 2,2490126595836 UAi, o excentricitate de 0,06385088707377, o înclinație de 3,5584454299161 ° în raport cu ecliptica.